# Andreas Moriggl
Andreas Moriggl (* 1. August 1968) ist ein österreichischer Fußballtrainer.

## Spielerkarriere
Moriggl begann seine Karriere als Fußballer in der Jugend vom SK Sturm Graz, konnte sich in weiterer Folge allerdings bei keinem Profiverein durchsetzen. Er spielte bei unterklassigen Vereinen und absolvierte eine Trainerausbildung. Durch seinen ehemaligen Mannschaftskollegen bei Sturm Graz, Dietmar Pegam, kam er beim SC Fürstenfeld zu seiner ersten Trainerposition, wo er als Co-Trainer gleichzeitig auch als Spielertrainer auflief.

## Trainerkarriere
Mit 35 Jahren übernahm er im Juli 2003 die Kampfmannschaft des SC Fürstenfelds in der fünfthöchsten Spielklasse (Oberliga Süd-Ost) der Steiermark, nachdem Dietmar Pegam eine Position als Nachwuchstrainer beim GAK übernahm. Moriggl hatte in weiterer Folge vier sehr erfolgreiche Jahre und wurde in der Liga Meister in der Saison 2006/07. In der steirischen Landesliga landete Moriggl mit seinem Team stets in der oberen Tabellenhälfte, in der Saison 2008/09 sogar auf dem dritten Rang.
Im Sommer 2009 wechselte Moriggl als Trainer in die Regionalliga Mitte, der dritthöchsten österreichischen Spielklasse im Fußball, zum SV Allerheiligen. In der Saison 2010/11 verpasste der Verein den Aufstieg in den Profifußball nur knapp und wurde hinter den LASK Juniors, Blau Weiß Linz und dem GAK Vierter in der Endtabelle. Nach Problemen mit der Vereinsführung trat Moriggl am 16. April 2012 von seinem Trainerposten beim SV Allerheiligen zurück.
Im Juni 2012 konnte der TSV Hartberg in der Ersten Liga den Vertrag mit dem bisherigen Trainer Walter Hörmann nicht verlängern. Der Verein fand mit Moriggl einen Nachfolger für Hörmann, auch wenn dieser nicht die Wunschlösung des Vereins war. Vor allem auch, da Moriggl bis dato noch keine Erfahrung im Profifußball sammeln konnte, jedoch langjährige Erfolge in unterklassigen Ligen vorweisen konnte. Andreas Moriggl trat beim TSV Hartberg am 18. Juni 2012 schließlich seine erste Trainerposition im Profifußball an. Nach einem guten Start in die Saison 2012/13 mit 3 Siegen aus 5 Spielen konnte Moriggl mit Hartberg in weiterer Folge lediglich einen Sieg in 9 Spielen erzielen. Nach 4 Niederlagen in Folge, darunter auch das Ausscheiden aus dem ÖFB-Cup gegen den unterklassigen SC Kalsdorf, musste Moriggl bereits nach dem zwölften Spieltag im Oktober 2012 seinen Trainerposten bei Hartberg wieder räumen. Er wurde durch Paul Gludovatz ersetzt.
Von November 2014 bis April 2019 war Andreas Moriggl Trainer des FC Gleisdorf 09. Er führte den Verein zur Saison 2016/17 erstmals aus der Landesliga Steiermark in die Regionalliga Mitte, der dritthöchsten Spielklasse im österreichischen Fußball. Unter Moriggl als Trainer beendete der FC Gleisdorf den Meisterschaftsbewerb in der Regionalliga Mitte 2017 als Tabellendritter, 2018 und 2019 als Tabellenzweiter.